# Molmo
Molmo（モルモ）とは、2024年9月25日にアレン人工知能研究所(AI2) がリリースした、オープンソースのマルチモーダルAIモデルファミリーである。アリババが開発した大規模言語モデル「Qwen2」及び、AI2の開発したOLMoをベースとして開発された、4つのニューラルネットワークから構成される。
訓練データセットは比較的小規模で、一般的な大規模マルチモーダル言語モデルが何十億の画像やテキストを含むデータセットで訓練される一方、Molmoモデルは60万枚の画像を含む厳選されたデータセットで訓練が行われる。
Molmoは、AIモデル開発の民主化に寄与すると評されている。例えば野村総合研究所の城田真琴は「これまでであれば、GPT-4oやGemini 1.5 Proなどクローズドソースモデルの性能が圧倒的に高かったが、Llama3.1やMolmoはオープンソースでありながらもクローズドソースモデルに肩を並べており、AIの民主化と技術革新の加速に貢献しているといえる」と指摘しているほか、Y Kobayashiも「Molmoの公開は、AI業界に大きな波紋を投げかけている。Google、OpenAI、Anthropicなどの大手企業が巨額の資金と多数の研究者を投入してAIモデルを開発する中、AI2は比較的小規模なリソースで競争力のあるモデルを作り上げた。これは、AIモデル開発の『民主化』が現実のものとなりつつあることを示している」と述べている。